# Кралюк Петро Михайлович
Петро́ Миха́йлович Кралю́к (нар. 23 лютого 1958, Україна, Ківерці, СРСР) — український філософ, письменник, публіцист. Доктор філософських наук, заслужений діяч науки і техніки України  (2009), професор, проректор з навчально-наукової роботи Національного університету «Острозька академія».

## Життєпис
Народився 23 лютого 1958 року в м. Ківерці Волинської області.
1979 року закінчив історичний факультет Луцького педагогічного інституту ім. Лесі Українки.
Працював сільським учителем, потім викладачем вищої школи. Навчався в аспірантурі Інституту суспільних наук Академії наук УРСР (м. Львів).
У 1988 році в Інституті філософії української Академії наук УРСР захистив дисертацію на здобуття ступеня кандидата філософських наук на тему: «Антитринітаризм і суспільна думка України другої половини XVI — першої половини XVII ст.», а в 1998 році — докторську дисертацію: «Особливості взаємовпливу конфесійної та національної свідомості в українській суспільній думці XVI — першої половини XVII ст.».
З 11.09.2000 по 11.02.2002 року займав посаду заступника директора з наукової роботи Рівненського інституту слов'янознавства Київського слов'янського університету.
З 2005 року Петро Кралюк є головою спеціалізованої вченої ради по захисту дисертацій зі спеціальності «релігієзнавство» (історичні науки) К 48.125.01 у Національному університеті «Острозька академія».
Петро Кралюк є членом Національної спілки письменників України, Комітету зі щорічної премії Президента України «Українська книжка року».
З травня 2024 року член редакційної ради художньо-аналітичного альманаху «Кременецький культурний контекст».

## Праці
Петро Кралюк — автор численних наукових праць з історії, філософії, релігієзнавства, політології, літературознавства, в тому числі монографічних досліджень та художніх творів. Порушив питання про перегляд традиційної схеми історії філософії України, яка була вироблена Дмитром Чижевським. Так, зокрема, Петро Кралюк вважає, що витоки історії філософії України сягають не часів Київської Русі, а епохи античності. У низці своїх досліджень звертає увагу на аристократичну культуру середньовічної України. Є редактором енциклопедії «Острозька академія XVI—XVII ст.» (Острог, 2010).
Як прозаїк відомий своїми сатиричними творами (збірки оповідань «Попи марксистського приходу», «Апокриф», романи «Фелісія» та «Римейк»), а також історичною белетристикою («Діоптра», «Віднайдення раю», «Полум'яне серце», «Шестиднев…»). Для прозових творів Петра Кралюка характерне поєднання традиційного (ґрунтівського) письма з постмодерністськими шуканнями.
На думку відомого літературознавця Я. Поліщука,
|  | ..відступаючи від норм художньої белетристики (fiction), П. Кралюк доречно обігрує топоси документальної прози, а це надає його інтелектуальному письму переконливості й інтриги |

Як відзначає сайт Рівненської обласної бібліотеки для молоді,
|  | його творчість являє собою надзвичайно цікавий варіант поєднання творчих пошуків і старого доброго реалістичного письма. Твори П. Кралюка яскраво виділяються в контексті сучасної прози північно-західного регіону України |

## «Діоптра»
Книгу «Діоптра» умовно жанрово можна означити як історико-інтелектуальний детектив. Її сюжет побудований на пошуку нібито невідомого до сьогодні твору мовознавця, письменника, церковного й освітнього діяча, архімандрита Мелетія Смотрицького, на думку одного з персонажів останньої його книги.
Написана у динамічному кінематографічному стилі «Діоптра» тримає читача у постійній і неослабній напрузі. Історичні кадри легко і невимушено переходять у часи нинішні і навпаки, висвітлюючи повніше чи менше ту чи іншу постать, зокрема Кирила Транквіліона-Ставровецького, Касіяна Саковича, Гедеона Балабана, Швайпольта Філя та інших, а також двох головних героїв, Мелетія Смотрицького та автора — нашого сучасника. Для ліпшого орієнтування читачів у часі й просторі книга доповнена розділами «Персоналії» та «Глосарій» (тлумачний словничок маловживаних чи застарілих слів).
Повість «Діоптра» прикметна вільним трактуванням української культурної історії. Автор зізнається, що схильний до постмодернового розуміння історичного знання не як догм чи норми, а як шансу одного з можливих розвитків подій. Один із його героїв сміливо декларує: «Про минуле ми знаємо те, що хочемо знати». Сам же Кралюк у післямові зізнається читачеві, що викладена версія подій не ґрунтується на раціональному знанні, а є радше інтуїтивною візією. «Автор не реконструює минуле, — пише він. — Він його відчуває. Минуле для нього — сучасне, а сучасне — минуле. І одне, і друге мають внутрішню основу — пригадування. З допомогою знаків-підказок відновлюємо знання, що дрімає в нас. Зокрема й знання про минуле». Правда, «інтуїтивізм» саме тому й справляє враження, що спирається на ґрунтовну обізнаність автора перипетіями історичних подій та біографій діячів, про яких написано цю книгу. Отже — він також своєрідна маска, що приховує таємницю авторового методу. Йдеться про переломну добу української минувшини, тобто спробу ренесансу та реформацій на нашій землі, зокрема на Волині, наприкінці XVI століття та в перших десятиліттях XVII століття. Серед героїв «Діоптри» провідні інтелектуали того часу, як Максим Смотрицький, Касіян Сакович. Автор прагне оживити ці постаті, звільнити від стереотипів підручникових історій. Герої діють водночас у двох часових площинах, та ще й у різних умовних просторах. Слідопит-оповідач багато розмірковує про їхню долю, вони також приходять у його сни, моделюють гру його уяви.
Автор вибрав детектив як жанрову форму, реалізовуючи популярну модель «пошукового» роману, добре знаного пересічному читачеві із творчості У. Еко, М. Павича, Д. Брауна. Сюжетні пригоди нанизуються довкола уявного пошуку героєм архіважливого культурного факту. Мова про останній прижиттєвий твір Максима-Мелетія Смотрицького, котрий начебто мав назву «Діоптра»: пошуками його слідів займаються водночас кілька персонажів твору, навколо цієї історії зав'язується цікава інтрига, а далі не обходиться без жертв та змови злих сил. Експлуатуючи популярну белетристичну схему, автор водночас впроваджує читача в цікаві мандри українського минулого, спонукає до роздуму над нездійсненими можливостями призабутої епохи, коли українство стояло на роздоріжжі й коли не змогло знайти адекватної відповіді на виклики свого часу.
Історія стає тим умовним пунктом, у якому відбувається символічна зустріч наших сучасників — оповідача-вченого, антиквара-патріота Максима й пройдисвіта Калістрата, журналіста Андрія та діаспорного професора Кирила з тінями українського відродження Герасимом та Максимом Смотрицьким, Іваном Федоровим, Гедеоном Балабаном, Іовом Желізом (Почаївським), Касяном Саковичем та багатьма іншими. Автор не береться викладати однозначну версію історії, його завдання — зробити читача співрозмовником, солідарним у пошуку, а для цього варто передусім дати інформацію для роздуму, зорієнтувати, залучити до інтелектуальної гри. Широкий культурний фон у цьому випадку не тільки не заважає бачити головне, він своєрідно перегукується з думками Максима Смотрицького та його сучасників.
Ключовим концептом твору П. Кралюка є ідея роду й пам'яті. Вона відлунює і в епіграфах, і в репліках дійових осіб, і в авторських рефлексіях.

## «Римейк»
Роман «Римейк» П. Кралюка є квазіісторичним фентезі з переплетенням у ньому кількох популярних тем та мотивів, головним чином історичного характеру. Обігруючи стереотипи нашої історичної свідомості та національної патріотики, автор вдається до гротескових масок та блазнювання. Це, очевидно, має відповідати гоголівському поняттю сміху, що передбачає принаймні кілька пластів пізнання — від звичайного зубоскальства до гіркої іронії та самобичувального сарказму. Зрештою, про це й слова класика, винесені в епіграф роману П. Кралюка: «Опасно шутить писателю со словом».
Фабула твору вибудовується навколо уявного відзначення ювілею Миколи Гоголя у провінційній психічній лікарні. Ця інтермедія розігрується за законами поверхневої правдоподібності: ювілейних заходів від персоналу психіатрички вимагає відповідний циркуляр облдержадміністрації. І хоча він викликає конфуз серед працівників лікарні, проте розпорядження начальства треба виконувати, тож, за звичною практикою, знаходять крайніх. У такій ролі опиняється молодий лікар-практикант, якому доручають спілкуватися з лікарняним «генієм», що марить Нобелівською премією. Таким чином, божевільного Едічку переконують написати твір до ювілею класика. А його опікун, молодий психіатр Левко (він же виступає оповідачем та головним героєм твору), має цей процес контролювати. У ході реалізації цього, без перебільшення, божевільного проєкту, несподівано з'являються кіношники: вони мають відзняти в замковому комплексі, в якому міститься психіатричка, окремі сцени фільму «Тарас Бульба». Гоголівські асоціації переносяться на персонажів роману, котрі і в іменах, і в сюжетних перипетіях мають нагадувати своїх прототипів із повістей славетного письменника з-під Миргорода.
Згодом додається ще одна тема. Згідно з черговим розпорядженням облдержадміністрації, лікарня має також гідно вшанувати річницю «українсько-шведського союзу». Це легітимізує мазепинську тему, яка додається до гоголівської та переплітається з нею. Певна річ, обидві обросли масою легенд, анекдотів, мотивів, ілюзій в літературі та культурі, а це і є той щедрий живильний ґрунт, на якому автор пророщує власне бачення історичних сюжетів. Міксуючи фантасмагорії й стереотипи, анекдоти й маразматичні пересуди, він створює власну романтичну брилу. Проте героєм роману П. Кралюка не є історія (в її вершинах та драматичних виявах, які саме припадають на епоху XIII—XIX століть), ні окремі її представники, а саме Микола Гоголь та Іван Мазепа. Героєм, як і в Гоголевих творах, стає сміх, всезагальна гра, гротеск. Цей сміх, ніби іржа, роз'їдає все, до чого торкнеться, спричинює розпад поважних смислів та заміну їх порожніми й профанними пересудами.

## «Реанімація»
Книга П. Кралюка «Реанімація» складається з двох повістей: «Полум'яне серце» і «Зона». Повість «Зона» була написана ще до Помаранчевої революції. Автор вперше надрукував її у журналі «Київська Русь». Зона переносить читача у брежнєвські часи, бо у своєрідній резервації для батьків є ідеологічні атрибути цієї епохи — газета «Правда», програма «Час» і таке інше. Однак там є — хоч і приховано — всі притаманні Союзу метастази, що призводить цю структуру до краху. Повість «Полум'яне серце» П.Кралюк написав дуже швидко, — приблизно за два тижні. А поштовхом до появи твору слугувало відзначення в Україні 1 квітня 2008 року 90-річниці з дня створення комсомолу. «Я хотів показати цинізм цієї ідеології», — стверджує автор. А міф Миколи Островського, визнає пан Кралюк, один із найкращих міфів радянської влади. М. Островський, без сумніву, — особистість сильна, і по-своєму геніальна, але разом з тим, він був неперевершеним авантюристом, Остапом Бендером від літератури, який змусив владу повірити у вигадану ним же біографію-історію Павла Корчагіна.
Микола Островський «власноруч» став героєм громадянської війни і стверджував, що важку недугу (в якій сучасні науковці вбачають симптоми розсіяного склерозу) «заробив» під час будівництва колії. Однак ці факти він вигадав пізніше, а коли ще далекого 1924 року писав біографію, то цих героїчних моментів із власного життя чомусь не пригадав.
Ще однією складовою частиною радянського міфу є визнання Миколи Островського як письменника. Майстром слова він не був, більше того, Островський навіть не вмів грамотно писати. За словами автора і «Як гартувалася сталь», й інші книги Островського писав колектив авторів, і вихід книги Островського «Як гартувалася сталь» у середині 30-х років 20 століття є ще однією спробою відвернути увагу від Голодомору, що лютував у 1932—1933-х роках в Україні.

## «Сильні та одинокі»
Інтелектуальний містичний роман про Степана Бандеру, презентований у грудні 2012 року.
Як відзначає Ігор Бондар-Терещенко, «Історія національно–визвольних змагань завжди слабко поєднувалася з офіційною історією літератури, яка „легенди і міфи“ визвольної боротьби зараховувала до етнографічної екзотики, а документальні джерела залишала літературознавцям у штатському. Здається, Петру Кралюку в романі „Сильні і одинокі“, виданому „Ярославовим Валом“, вдалося досягти компромісу, і художня форма його твору доповнена документальною складовою — не переписаною, як це зазвичай буває, із засекречених архівів, а вибраною з „живих“ джерел народної пам'яті».

## «Таємний агент Микола Гоголь, або Про що розповідає „Тарас Бульба“»
Це спроба авторського дослідження контраверсійної гоголівської повісті «Тарас Бульба» з погляду ролі цього тексту в культурно-політичному дискурсі як у XIX столітті, у добу романтизму, так і в нинішні часи. Дослідник розглядає місце «Тараса Бульби» в різних системах координат: імперській російській, провінційній малоросійській, польській, єврейській тощо. Висловлено сміливі припущення щодо біографії самого Гоголя. Ставиться низка питань про внутрішні інтенції автора повісті.
Праця вийшла у 2016 році у «Видавництві Старого Лева».

## Монографії
- «Особливості вияву національної свідомості в українській суспільній думці XVI — першої половини XVII ст.» (Луцьк, 1996)
- «Духовні пошуки Мелетія Смотрицького» (Луцьк, 1997)
- «Греко-католицька церква в етнічній історії українського та білоруського народів (Львів, 2003)»
- «Острозька Біблія в контексті української та європейської культур» (Острог, 2006)
- «Волинь у житті й творчості Тараса Шевченка» (Луцьк, 2006)
- «Волинь та Поділля в житті Тараса Шевченка» (Луцьк, 2007)
- «Білі плями в історії української філософії» (Луцьк, 2007)
- «Мелетій Смотрицький і українське духовно-культурне відродження кінця XVI — початку XVII ст.» (Острог, 2007)
- «Біля витоків української мудрості: філософська та релігійна думка народів Північного Причорномор'я VII ст. до н. е. — II ст. н.е» (Київ, 2009)
- «Любомудри Володимирії» (Луцьк, 2010)
- «Ян Лятос: ренесансна філософія та наука на українських землях» (Острог, 2011)
- «Василь Суразький: апологія православної традиції» (Острог, 2011)
- «„Тренос“ Мелетія Смотрицького в дискурсі західної філософської думки» (Острог, 2012)
- «Історія філософії України» (Острог, 2013)
- П. М. Кралюк, І. Д. Пасічник, М. М. Якубович. "Острозька академія в філософській культурі Україн"и (Острог, 2013)
- «Прийняття і сприйняття християнства в Русі-Україні» (Луцьк-Острог, 2013)
- «Своя мудрість. Тарас Шевченко як мислитель» (Луцьк, 2013)
- «Тарас Шевченко: незауважене» (Острог-Луцьк, 2014)
- «Марево революції» (2017)[9]
- «Богдан Хмельницький : легенда і людина» (Київ : Довженко Букс, 2018)
- «Півтори тисячі років разом. Спільна історія українців і тюркських народів» (Харків : Бібколектор, 2018)
- «Виникнення козацтва» (2023)
- «Улас Самчук (Знамениті українці)» (2023)

## Красні твори
- «Попи марксистського приходу» (Київ, 1993),
- «Апокриф» (Львів, 2005),
- «Діоптра» (Луцьк, 2007),
- «Фелісія» (Луцьк, 2008),
- «Новий апокриф» (Рівне, 2008),
- «Римейк» (Луцьк, 2009),
- «Реанімація» (Луцьк, 2009),
- «Реліквія» (Острог, 2010),
- «Шестиднев або Корона дому Острозьких» (Київ, 2010),
- «Княжими шляхами Волині. Віднайдення раю» (Луцьк, 2010).
- «Блага вість од княгині Жеславської. Історія Пересопницького Євангелія» (Луцьк, 2011).
- «Сильні та одинокі» (Київ, 2011).
- «Лицар і смерть» (Острог, 2012).
- «Таємний агент Микола Гоголь» (Львів: Видавництво Старого Лева, 2016).
- «Справжній Мазепа» (Київ : Довженко Букс, 2018).
- «Десакралізація» (Київ : Український пріоритет, 2023).

## Статті
- Міф про три «братерські східнослов'янські народи» // День, 2014.

## Відзнаки, премії та нагороди
- Лауреат міжнародного літературного конкурсу «Гранослов» (1992);
- Лауреат Всеукраїнського конкурсу «Україна. Духовні острови» (2008);
- Лауреат премії імені Світочів (2008)[11];
- Лауреат премії імені Миколи Гоголя «Тріумф» (2009);
- Заслужений діяч науки і техніки України (2009);
- Переможець у номінації «Гордість Волині» щорічної премії «Людина року Волинського краю» (2012);
- Премія імені Джеймса Мейса (2013).
- Міжнародна премія імені Уласа Самчука (2017)

## Галерея

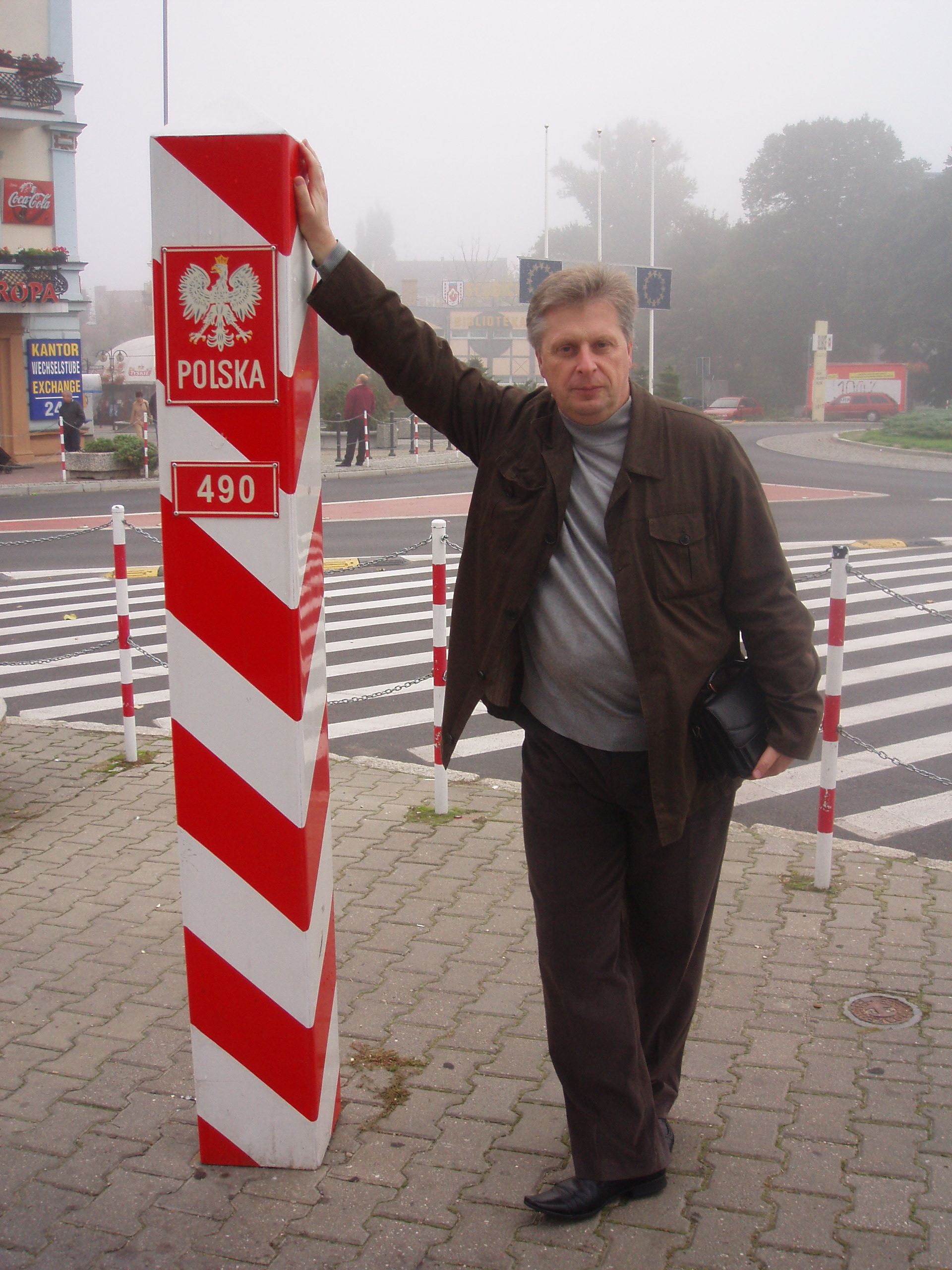
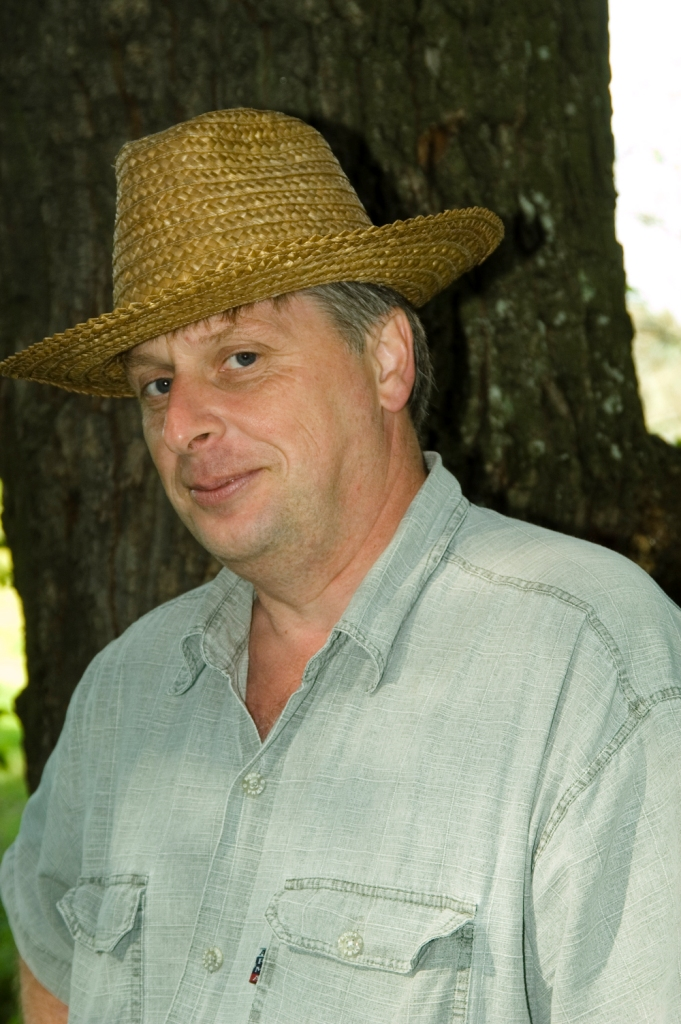
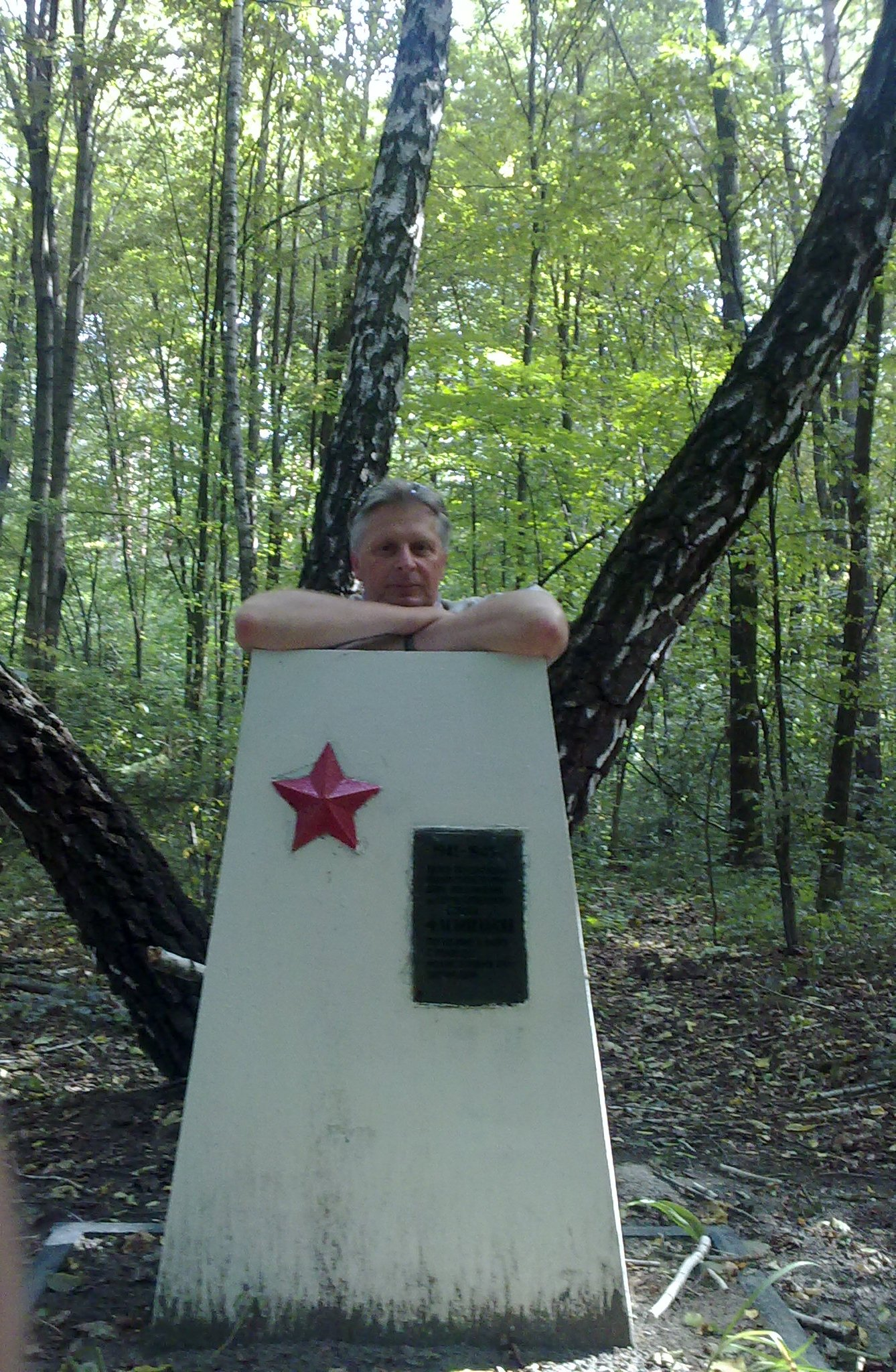
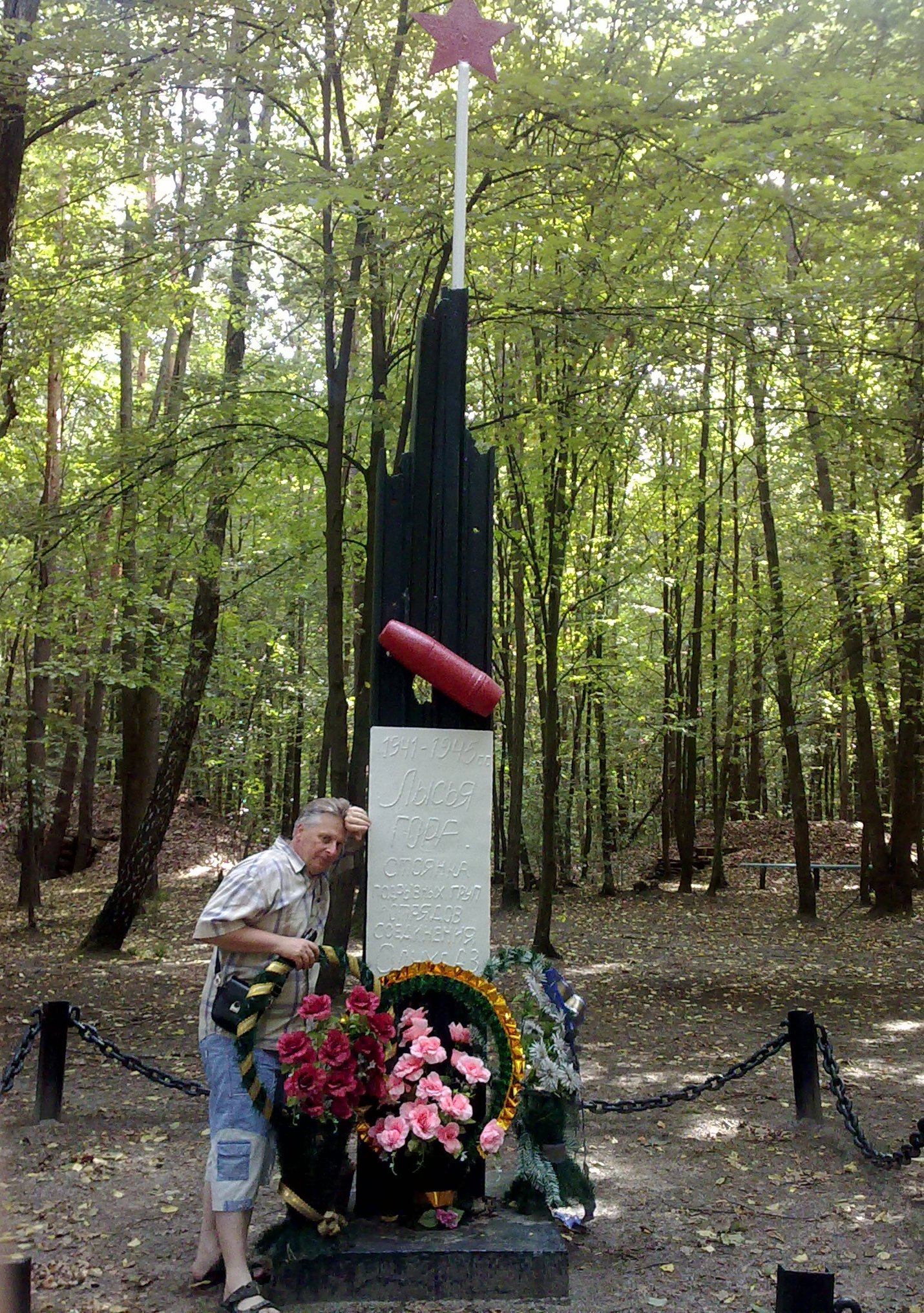